# Gonaphodiellus sincerus
Gonaphodiellus sincerus är en skalbaggsart som beskrevs av Rudolph Petrovitz 1973. Gonaphodiellus sincerus ingår i släktet Gonaphodiellus och familjen Aphodiidae. Inga underarter finns listade i Catalogue of Life.